# Dorset, Vermont
Dorset är en kommun (town) i Bennington County i den amerikanska delstaten Vermont. Vid folkräkningen år 2000 bodde 2 036 personer på orten. Den har enligt United States Census Bureau en area på totalt 123,9 km², varav 0,1 km² är vatten. 